# Gaua
Gaua (anteriormente conocida como Isla Santa María) es la mayor de las Islas Banks en la provincia de Torba, en el norte de Vanuatu. Tiene una superficie de 342 km².

## Geografía
Tiene un terreno accidentado, la altura más alta alcanza los 797 m del Monte Gharat, el pico del volcán activo en el centro de la isla. La erupción más reciente fue en 2011. El volcán tiene una caldera de 6x9 km, que es un lago de cráter conocido como lago Letas, el lago más grande de Vanuatu. Al este del lago está la cascada de Siri (120 m de caída).

## Población e idiomas
La isla tenía una población de 2.491 habitantes en 2009, con una tasa de crecimiento anual del 2,0 por ciento.  Esta población está dispersa en varias aldeas en la costa en los lados oeste, sur y noreste de la isla. El lado este tiene algunos pueblos con una población de inmigrantes provenientes principalmente de las dos islas más pequeñas de Merig y Merelava, al sureste de Gaua. El pueblo más grande es Jolap, en la costa oeste.
Además del idioma de esta población inmigrante (mwerlap), hay cinco idiomas que se hablan tradicionalmente en Gaua: lakon o vuré; olrat, koro, dörig y nume.

## Historia
Gaua fue avistada por primera vez por los europeos durante la expedición española de Pedro Fernández de Quirós, del 25 al 29 de abril de 1606. El nombre de la isla fue cartografiado como Santa María.

## Economía
La población de Gaua vive de la economía agrícola tradicional de Melanesia, en combinación con la pesca y la horticultura. Las principales exportaciones son copra y cacao. Gaua tiene un aeropuerto (código ZGU).

## Galería de imágenes

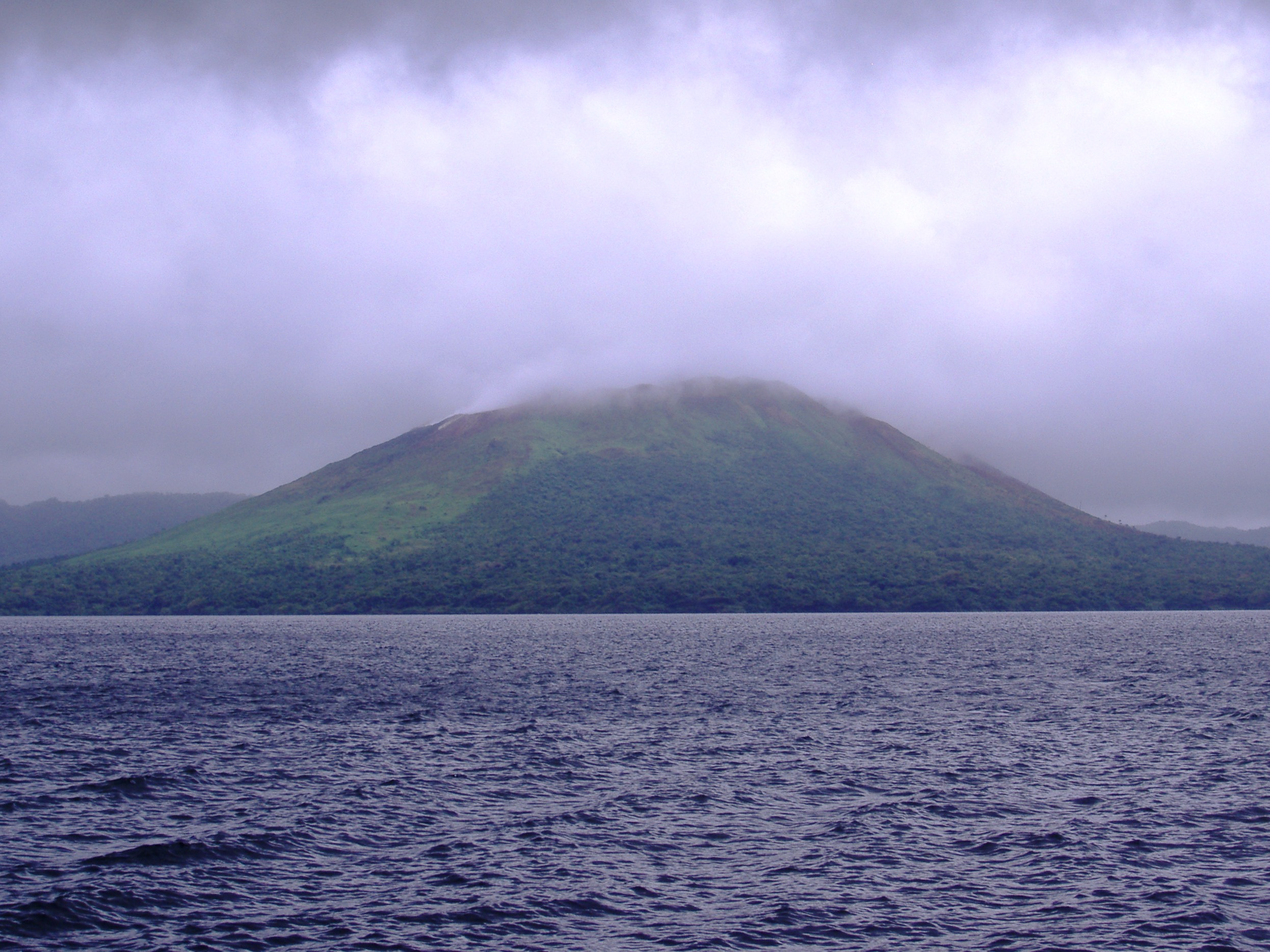
Monte Gharat y lago Letas
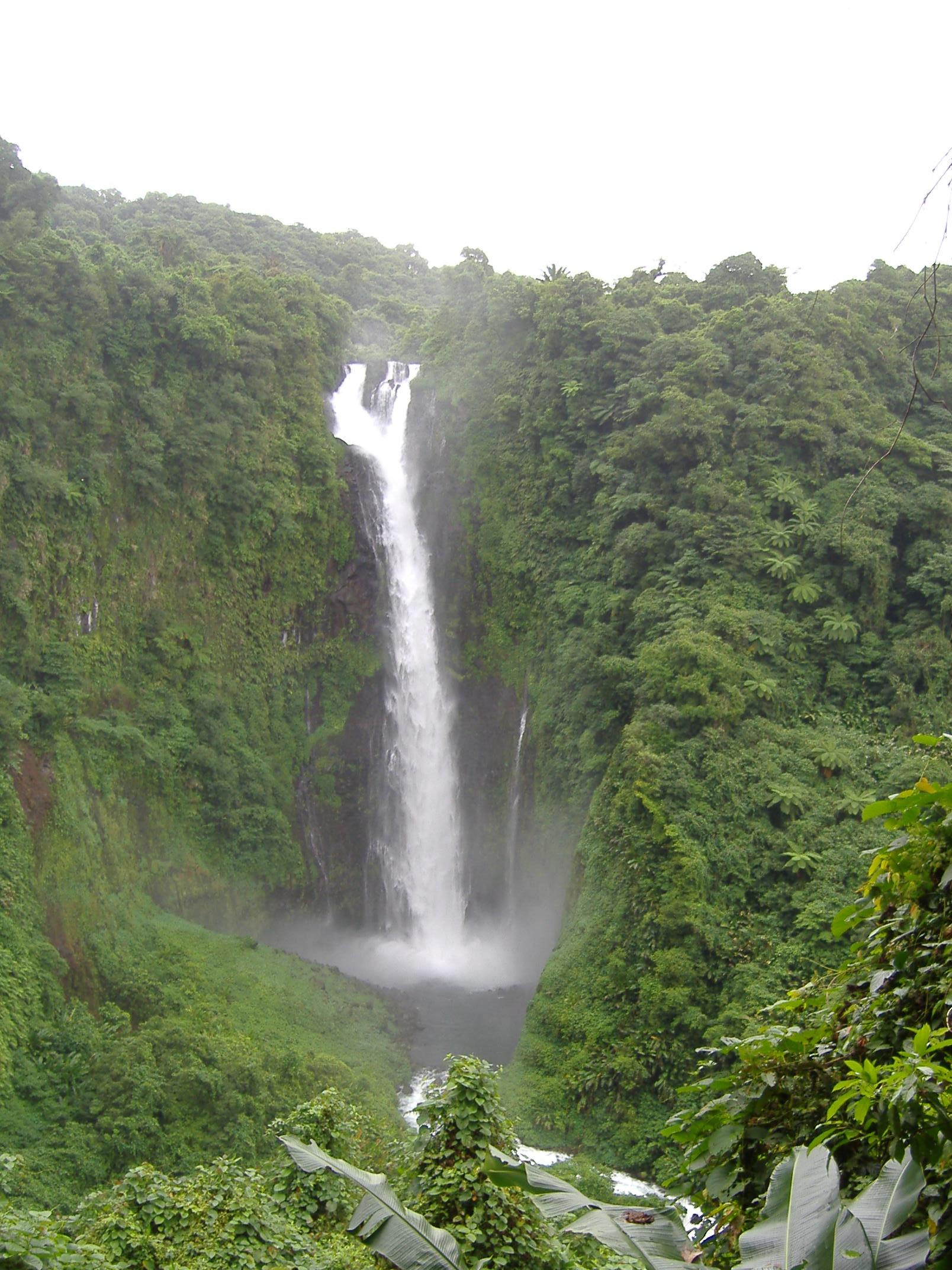
Cascada Siri
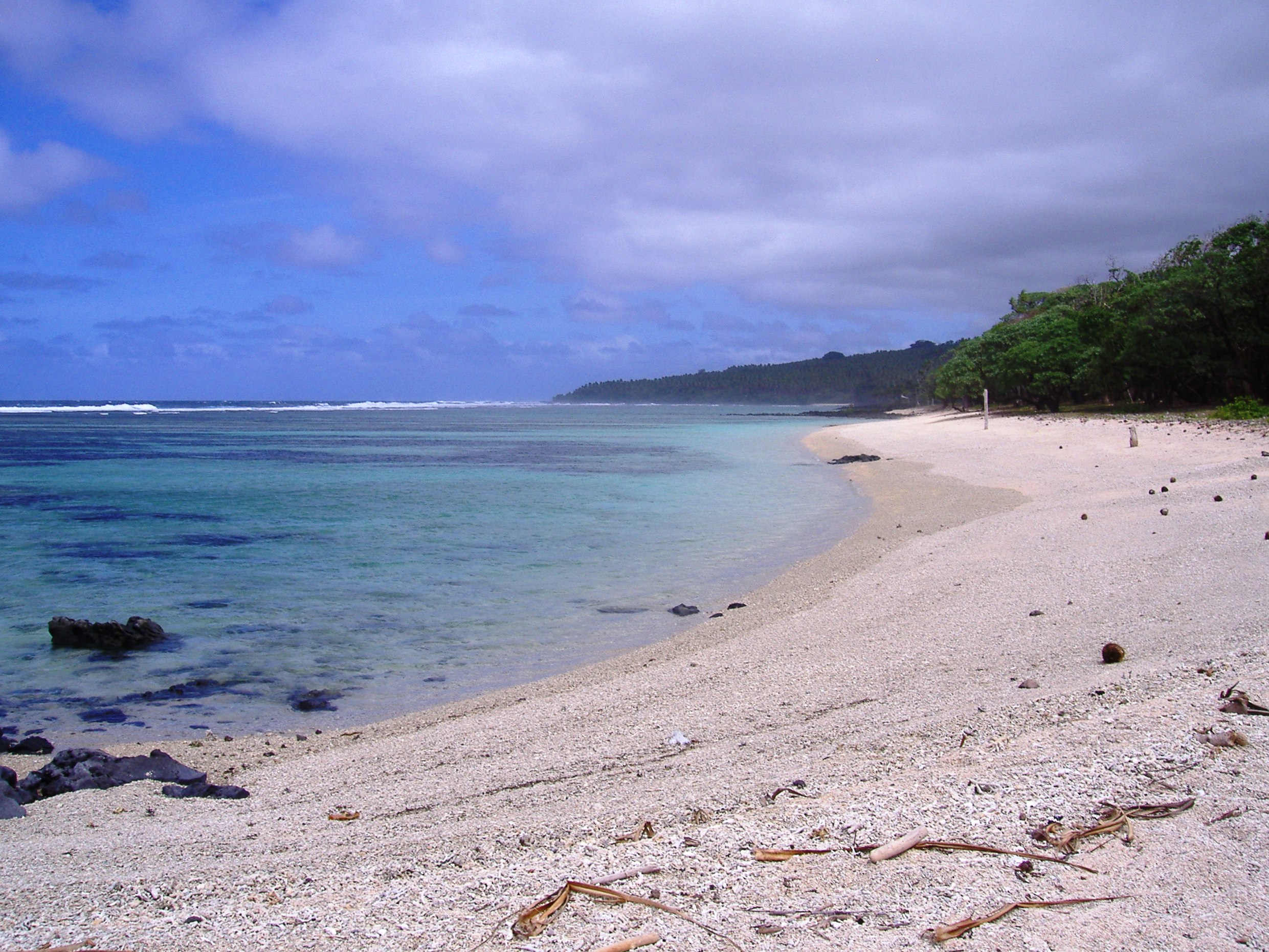
Playa Baravit (costa oriental)
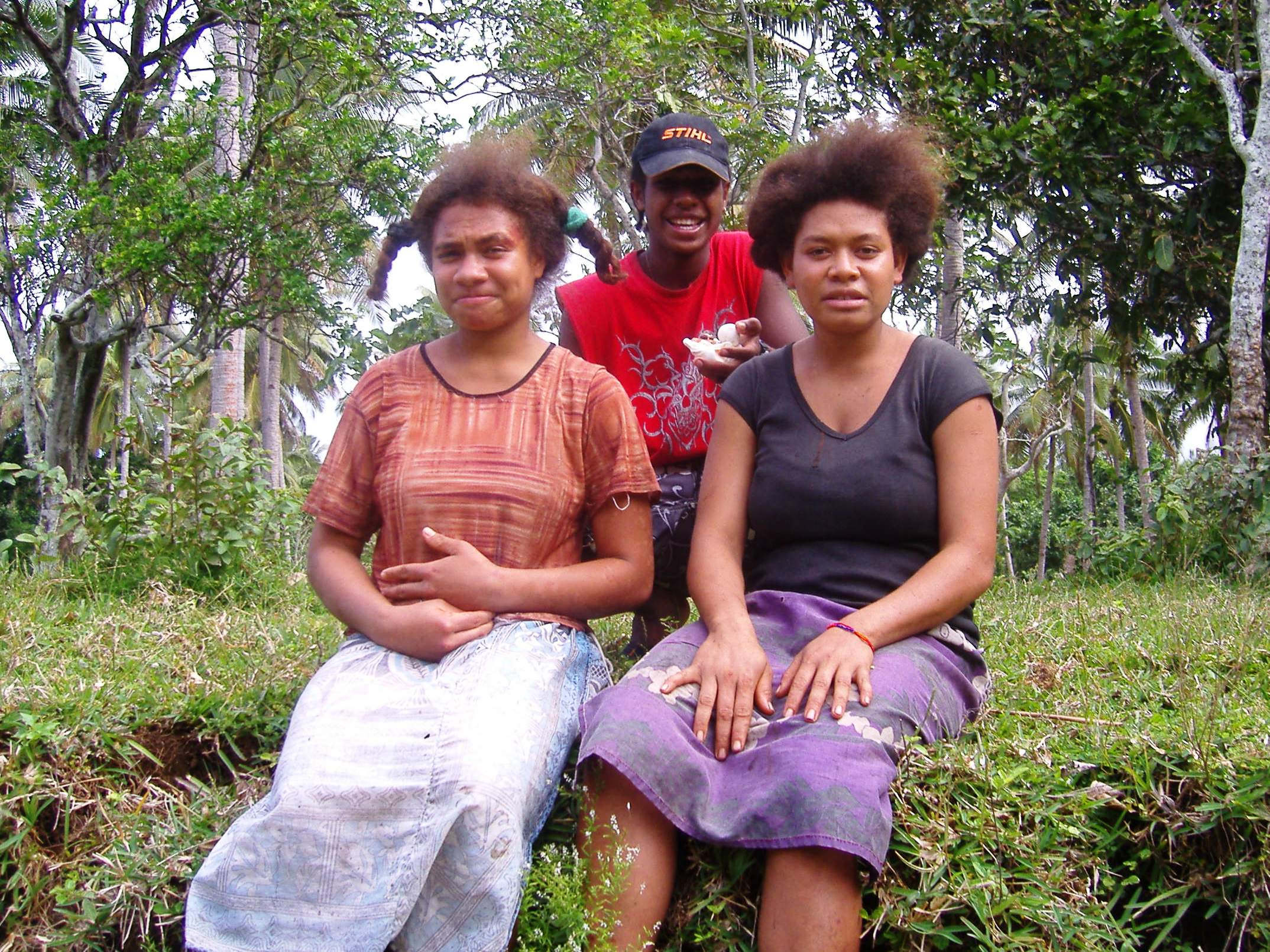
Naturales de la isla